# Adansi Asokwa District
Der Distrikt Adansi Asokwa ist einer von 43 Distrikten der Ashanti Region in Ghana. Er hat eine Größe von 622 km² und 71.844 Einwohner (2021). Ursprünglich war er am 17. Februar 2004 Teil des damals größeren Bezirks Adansi North, bis am 15. März 2018 der südöstliche Teil des Distrikts zum Distrikt Adansi Asokwa abgespalten wurde; daher wurde der verbleibende Teil als Adansi North District beibehalten. Die Bezirksversammlung befindet sich im südlichen Teil der Ashanti-Region und hat Adansi Asokwa als Hauptstadt.

## Einwohnerentwicklung
Die folgende Übersicht zeigt die Einwohnerzahlen nach dem jeweiligen Gebietsstand.
| Jahr | Einwohner |
| ---- | --------- |
| 2010 | 67.133    |
| 2021 | 71.844    |